# François-Nestor Adam
François-Nestor Adam (Étroubles, 7 febbraio 1903 – Sion, 8 febbraio 1990) è stato un vescovo cattolico italiano naturalizzato svizzero.

## Biografia
François-Nestor Adam nacque il 7 febbraio 1903 a Étroubles, secondogenito di una famiglia con sei figli originaria dei Vosgi e stabilitesi in Valle d'Aosta nel XVIII secolo.

### Formazione e ministero sacerdotale
Svolse gli studi presso il Collegio Saint-Bénin ad Aosta diplomandosi nel 1919 e in seguito studiò giurisprudenza a Torino fino al 1921, quando, seguendo la propria vocazione alla vita religiosa, entrò nei Canonici regolari della Congregazione ospedaliera del Gran San Bernardo. Studiò quindi teologia all'Università di Innsbruck.
Fu ordinato presbitero il 28 agosto 1927 dal vescovo Viktor Bieler. Nel 1929 ottenne la cittadinanza svizzera.
Dopo l'ordinazione sacerdotale, fu professore di filosofia e teologia nella natia Valle del Gran San Bernardo e maestro dei novizi. Nel 1934 fu nominato rettore di Ravoire, nel comune di Martigny-Combe, fino al 1939, quando fu nominato prevosto del Gran San Bernardo, ruolo che mantenne fino alla nomina episcopale.

### Ministero episcopale
L'8 agosto 1952 papa Pio XII lo nominò vescovo di Sion. Ricevette l'ordinazione episcopale il 12 ottobre seguente per imposizione delle mani dell'arcivescovo Filippo Bernardini.
Fu padre conciliare durante il Concilio Vaticano II, partecipando a tutte le quattro sessioni.
Durante il suo ministero fu presidente della Conferenza episcopale svizzera dal 1970 al 1976.
Fu promotore delle riforme proposte dal concilio, con una grande attenzione per la realtà concreta nella vita dei fedeli, istituendo numerose iniziative pastorali per la formazione religiosa dei laici e riconoscendo il valore del loro ruolo attivo nella vita della Chiesa e dando nuovo impulso e rinnovamento all'Azione Cattolica. Un evento che segnò il suo episcopato fu il contrasto avvenuto con Marcel Lefebvre, quando quest'ultimo istituì un proprio seminario a Ecône, comune sotto la giurisdizione della diocesi di Sion.
Resse la diocesi per 25 anni, ritirandosi il 22 luglio 1977. Morì a Sion l'8 febbraio 1990 all'età di 87 anni.

## Genealogia episcopale e successione apostolica
La genealogia episcopale è:
- Cardinale Scipione Rebiba
- Cardinale Giulio Antonio Santori
- Cardinale Girolamo Bernerio, O.P.
- Arcivescovo Galeazzo Sanvitale
- Cardinale Ludovico Ludovisi
- Cardinale Luigi Caetani
- Cardinale Ulderico Carpegna
- Cardinale Paluzzo Paluzzi Altieri degli Albertoni
- Papa Benedetto XIII
- Papa Benedetto XIV
- Papa Clemente XIII
- Cardinale Marcantonio Colonna
- Cardinale Giacinto Sigismondo Gerdil, B.
- Cardinale Giulio Maria della Somaglia
- Cardinale Carlo Odescalchi, S.I.
- Cardinale Costantino Patrizi Naro
- Cardinale Serafino Vannutelli
- Cardinale Domenico Serafini, Cong.Subl. O.S.B.
- Cardinale Pietro Fumasoni Biondi
- Arcivescovo Filippo Bernardini
- Vescovo François-Nestor Adam, C.R.B.

La successione apostolica è:
- Vescovo Josef Alfons Tscherrig, C.SS.R. (1957)
- Cardinale Henri Schwery (1977)